# Логіст
Логіст — працівник компанії, який відповідає за всю логістику компанії, чи її частину. Логістами є працівники транспортного, складського підрозділів компанії, відділів планування запасів, закупівлі, збутової логістики (дистрибуції).
Логіст організовує доставку товару та його складування, розробляє вигідну схему поставок. Аналізує ринок транспортних послуг, проводить розрахунки, шукає надійних партнерів, координує дії, готує документи.